# Нагороди і номінації Лі Син Ґі
Лі Син Ґі (кор.: хангиль: 이승기, ханча: 李昇基; нар. 13 січня 1987) — південнокорейський співак, актор, ведучий і шоумен. Це список нагород і номінацій, які отримав Син Ґі.

## Нагороди та номінації

### Музичні нагороди
| Церемонія нагородження                      | Рік  | Категорія                                          | Номінант / Робота            | Результат | Прим.  |
| ------------------------------------------- | ---- | -------------------------------------------------- | ---------------------------- | --------- | ------ |
| Фестиваль азійської музики                  | 2011 | Нагорода «Представник Кореї як кращий співак Азії» | Лі Син Ґі                    | Перемога  | [ 2 ]  |
| Премія лояльності клієнту до бренду         | 2021 | Кращий чоловічий вокал                             | Лі Син Ґі                    | Перемога  | [ 3 ]  |
| Премія K-Pop чарту Gaon                     | 2012 | Пісня місяця (жовтень 2011)                        | «Time for Love»              | Перемога  | [ 4 ]  |
| Премія K-Pop чарту Gaon                     | 2013 | Пісня місяця (грудень 2012)                        | «Return»                     | Перемога  | [ 5 ]  |
| Премія «Золотий диск»                       | 2009 | Цифровий Понсан                                    | «Will You Marry Me»          | Перемога  | [ 6 ]  |
| Премія «Золотий диск»                       | 2010 | Цифровий Понсан                                    | «Love Taught Me To Drink»    | Перемога  | [ 7 ]  |
| Премія «Золотий диск»                       | 2021 | Нагорода «Краща балада»                            | Лі Син Ґі                    | Перемога  | [ 8 ]  |
| Премія кращий костюмер Кореї                | 2006 | Нагорода «Співак»                                  | Лі Син Ґі                    | Перемога  | [ 9 ]  |
| Корейська премія розважальних мистецтв      | 2008 | Кращий чоловічий співак (балада)                   | Лі Син Ґі                    | Перемога  | [ 10 ] |
| Музичний фестиваль MBC «10 кращих співаків» | 2004 | Кращий новачок                                     | «Because You're My Girl»     | Перемога  | [ 11 ] |
| Премія MBC розваги                          | 2004 | Спеціальна нагорода виконавців                     | «Because You're My Girl»     | Перемога  | [ 12 ] |
| Melon Music Awards                          | 2010 | Нагорода «Топ 10 артистів»                         | «Losing My Mind»             | Перемога  | [ 13 ] |
| Melon Music Awards                          | 2010 | Кращий саундтрек (Моя дівчина — куміхо)            | «Losing My Mind»             | Перемога  | [ 14 ] |
| Азійська музична премія Mnet                | 2004 | Кращий новий чоловічий артист                      | «Because You're My Girl»     | Перемога  | [ 15 ] |
| Азійська музична премія Mnet                | 2006 | Краще виконання балади                             | «Words That Are Hard To Say» | Перемога  | [ 16 ] |
| Азійська музична премія Mnet                | 2007 | Кращий чоловічий артист                            | «White Lie»                  | Перемога  | [ 17 ] |
| Азійська музична премія Mnet                | 2013 | Краще вокальне виконання — Чоловіки                | «Return»                     | Перемога  | [ 18 ] |
| Музична премія SBS                          | 2004 | Нагорода «Кращий новачок»                          | «Because You're My Girl»     | Перемога  | [ 19 ] |
| Музична премія SBS                          | 2005 | Нагорода Понсан                                    | «Words That Are Hard To Say» | Перемога  | [ 20 ] |
| Сеульська музична премія                    | 2004 | Кращий новачок                                     | «Because You're My Girl»     | Перемога  | [ 21 ] |
| Сеульська музична премія                    | 2012 | Нагорода за популярність                           | «Aren't We Friends»          | Перемога  | [ 22 ] |
| Сеульська музична премія                    | 2012 | Нагорода Понсан                                    | «Aren't We Friends»          | Перемога  | [ 22 ] |
| Сеульська музична премія                    | 2013 | Нагорода за популярність                           | «Return»                     | Перемога  | [ 23 ] |
| Сеульська музична премія                    | 2013 | Нагорода Понсан                                    | «Return»                     | Перемога  | [ 23 ] |

### Нагороди кіно і телебачення
| Церемонія нагородження                    | Рік  | Категорія                                                       | Номінант / Робота                                            | Результат | Прим.         |
| ----------------------------------------- | ---- | --------------------------------------------------------------- | ------------------------------------------------------------ | --------- | ------------- |
| Премія «Зірок МААТР»                      | 2013 | Нагорода за майстерність, актор                                 | «Книга сім’ї Ку»                                             | Номінація |               |
| Премія «Зірок МААТР»                      | 2021 | Нагорода «Популярна зірка», актор                               | «Вагабонд»                                                   | Номінація | [ 24 ]        |
| Премія азійський артист                   | 2017 | Нагорода за краще привітання                                    | Лі Син Ґі                                                    | Перемога  | [ 25 ]        |
| Премія азійський артист                   | 2018 | Артист року                                                     | Лі Син Ґі                                                    | Перемога  | [ 26 ]        |
| Премія азійський артист                   | 2018 | Найпопулярніший артист                                          | Лі Син Ґі                                                    | Перемога  | [ 26 ]        |
| Премія азійський артист                   | 2021 | Головний приз (Тесан) (ТБ)                                      | «Миша»                                                       | Перемога  | [ 27 ] [ 28 ] |
| Телевізійна премія «Азійська веселка»     | 2014 | Видатний актор головної ролі                                    | «Книга сім’ї Ку»                                             | Перемога  | [ 29 ]        |
| Премія мистецтв Пексан                    | 2010 | Найкращий акторський дебют (чоловіки) — ТБ                      | «Діамантовий спадок»                                         | Номінація | [ 30 ]        |
| Премія мистецтв Пексан                    | 2010 | Найкращий учасник розважальної програми                         | «Сильне серце»                                               | Номінація | [ 30 ]        |
| Премія мистецтв Пексан                    | 2010 | Премія за популярність (чоловіки) — ТБ                          | «Діамантовий спадок»                                         | Перемога  | [ 31 ]        |
| Премія мистецтв Пексан                    | 2011 | Найкращий учасник розважальної програми                         | «2 дні і 1 ніч»                                              | Номінація | [ 32 ] [ 33 ] |
| Премія мистецтв Пексан                    | 2014 | Премія за популярність (чоловіки) — ТБ                          | «Книга сім’ї Ку»                                             | Номінація | [ 34 ]        |
| Премія мистецтв Пексан                    | 2021 | Найкращий учасник розважальної програми                         | «Господар у будинку», «Заспівай знову», «Попався!»           | Перемога  | [ 35 ] [ 36 ] |
| Премія KBS розваги                        | 2008 | Нагорода за популярність                                        | «2 дні і 1 ніч»                                              | Перемога  | [ 37 ]        |
| Премія KBS розваги                        | 2010 | Нагорода за високу майстерність, MC (Відділ шоу/розваги)        | «2 дні і 1 ніч»                                              | Перемога  | [ 38 ]        |
| Премія KBS розваги                        | 2011 | Головний приз (Тесан) (з командою телепрограми «2 дні і 1 ніч») | «2 дні і 1 ніч»                                              | Перемога  | [ 39 ]        |
| Премія корейської драми                   | 2013 | Нагорода за високу майстерність, актор                          | «Книга сім’ї Ку»                                             | Номінація | [ 40 ]        |
| Премія корейської драми                   | 2014 | Нагорода за високу майстерність, актор                          | «Всі ви оточені»                                             | Номінація | [ 41 ]        |
| Премія гільдії акторів корейських фільмів | 2015 | Нагорода за популярність                                        | «Прогноз кохання»                                            | Перемога  | [ 42 ]        |
| Премія MBC драма                          | 2012 | Нагорода за високу майстерність, Кращий актор мінісеріалу       | «Два серця короля»                                           | Номінація | [ 43 ]        |
| Премія MBC драма                          | 2012 | Краща пара (з Ха Чі Вон)                                        | «Два серця короля»                                           | Номінація | [ 43 ]        |
| Премія MBC драма                          | 2013 | Нагорода за високу майстерність, Кращий актор мінісеріалу       | «Книга сім’ї Ку»                                             | Перемога  | [ 44 ]        |
| Премія MBC драма                          | 2013 | Нагорода за популярність                                        | «Книга сім’ї Ку»                                             | Перемога  | [ 44 ]        |
| Премія MBC драма                          | 2013 | Краща пара (з Пе Сюзі)                                          | «Книга сім’ї Ку»                                             | Перемога  | [ 44 ]        |
| Премія Mnet «Вибір 20-их»                 | 2009 | Гаряча чоловіча зірка драм                                      | «Діамантовий спадок»                                         | Перемога  | [ 45 ]        |
| Премія Mnet «Вибір 20-их»                 | 2012 | Актор драми у свої 20                                           | «Два серця короля»                                           | Номінація | [ 46 ]        |
| Премія Mnet «Вибір 20-их»                 | 2013 | Зірка драми у свої 20 — Чоловік                                 | «Книга сім’ї Ку»                                             | Номінація |               |
| Премія SBS драма                          | 2009 | Нагорода за майстерність у спеціальнозапланованій драмі         | «Діамантовий спадок»                                         | Перемога  | [ 47 ]        |
| Премія SBS драма                          | 2009 | Топ 10 зірок                                                    | «Діамантовий спадок»                                         | Перемога  | [ 47 ]        |
| Премія SBS драма                          | 2009 | Краща пара (з Хан Хьо Джу)                                      | «Діамантовий спадок»                                         | Перемога  | [ 47 ]        |
| Премія SBS драма                          | 2010 | Нагорода за майстерність, Кращий актор спеціальної драми        | «Моя дівчина — куміхо»                                       | Перемога  | [ 48 ]        |
| Премія SBS драма                          | 2010 | Топ 10 зірок                                                    | «Моя дівчина — куміхо»                                       | Перемога  | [ 48 ]        |
| Премія SBS драма                          | 2010 | Краща пара (з Сін Мін А)                                        | «Моя дівчина — куміхо»                                       | Перемога  | [ 48 ]        |
| Премія SBS драма                          | 2014 | Нагорода за високу майстерність, Кращий актор спеціальної драми | «Всі ви оточені»                                             | Номінація |               |
| Премія SBS драма                          | 2014 | Нагорода Netizen за популярність                                | «Всі ви оточені»                                             | Номінація |               |
| Премія SBS драма                          | 2014 | Краща пара (з Ко А Ра)                                          | «Всі ви оточені»                                             | Номінація | [ 49 ]        |
| Премія SBS драма                          | 2019 | Головний приз (Тесан)                                           | «Вагабонд»                                                   | Номінація | [ 50 ] [ 51 ] |
| Премія SBS драма                          | 2019 | Нагорода за популярність                                        | «Вагабонд»                                                   | Номінація | [ 50 ] [ 51 ] |
| Премія SBS драма                          | 2019 | Нагорода за високу майстерність, Кращий актор мінісеріалу       | «Вагабонд»                                                   | Перемога  | [ 52 ]        |
| Премія SBS драма                          | 2019 | Краща пара (з Пе Сюзі)                                          | «Вагабонд»                                                   | Перемога  | [ 52 ]        |
| Премія SBS розваги                        | 2009 | Нагорода Netizen за популярність                                | «Сильне серце»                                               | Перемога  | [ 53 ]        |
| Премія SBS розваги                        | 2010 | Нагорода Netizen за популярність                                | «Сильне серце»                                               | Перемога  | [ 54 ]        |
| Премія SBS розваги                        | 2010 | Нагорода за високу майстерність, MC                             | «Сильне серце»                                               | Перемога  | [ 54 ]        |
| Премія SBS розваги                        | 2010 | Головний приз (Тесан)                                           | «Сильне серце»                                               | Номінація | [ 54 ]        |
| Премія SBS розваги                        | 2011 | Нагорода Netizen за популярність                                | «Сильне серце»                                               | Перемога  | [ 55 ]        |
| Премія SBS розваги                        | 2011 | Нагорода за високу майстерність (Відділ Розмовні шоу)           | «Сильне серце»                                               | Перемога  | [ 55 ]        |
| Премія SBS розваги                        | 2011 | Головний приз (Тесан)                                           | «Сильне серце»                                               | Номінація | [ 55 ]        |
| Премія SBS розваги                        | 2018 | Головний приз (Тесан)                                           | «Господар у будинку»                                         | Перемога  | [ 56 ]        |
| Премія SBS розваги                        | 2019 | Головний приз (Тесан)                                           | «Господар у будинку»                                         | Номінація | [ 57 ] [ 58 ] |
| Премія SBS розваги                        | 2019 | Нагорода «Краща командна робота»                                | «Господар у будинку»                                         | Перемога  | [ 57 ] [ 58 ] |
| Премія SBS розваги                        | 2019 | Продюсерська нагорода                                           | «Господар у будинку», «Маленький ліс»                        | Перемога  | [ 57 ] [ 58 ] |
| Премія SBS розваги                        | 2020 | Головний приз (Тесан)                                           | «Господар у будинку»                                         | Номінація | [ 59 ]        |
| Премія SBS розваги                        | 2020 | Нагорода «Гаряча зірка» — Категорія контент OTT                 | «Господар у будинку»                                         | Перемога  | [ 60 ]        |
| Премія SBS розваги                        | 2021 | Нагорода «Шоумен року»                                          | «Господар у будинку», «Гучно», «Гольфова битва: Друзі берді» | Перемога  | [ 61 ]        |
| Премія SBS розваги                        | 2021 | Нагорода «Краща командна робота»                                | «Господар у будинку»                                         | Перемога  | [ 61 ]        |
| Премія SBS розваги                        | 2021 | Продюсерська нагорода                                           | «Господар у будинку», «Гучно»                                | Перемога  | [ 61 ]        |
| Сеульська міжнародна премія драми         | 2010 | Нагорода «Народний вибір», Популярний актор                     | «Діамантовий спадок»                                         | Перемога  | [ 62 ]        |
| Сеульська міжнародна премія драми         | 2012 | Видатний корейський актор                                       | «Два серця короля»                                           | Номінація | [ 63 ]        |

## Інші нагороди

### Відзнаки
| Країна або організація                                    | Рік  | Відзнаки / Нагорода                             | Результат | Прим.  |
| --------------------------------------------------------- | ---- | ----------------------------------------------- | --------- | ------ |
| Премія корейських рекламодавців                           | 2009 | Модель року                                     | Перемога  | [ 64 ] |
| Премія корейських рекламодавців                           | 2010 | Модель року                                     | Перемога  | [ 65 ] |
| Міністерство культури, спорту та туризму Республіки Кореї | 2010 | Нагорода за заслуги у корейській хвилі          | Перемога  | [ 66 ] |
| 48-й Корейський день заощаджень                           | 2011 | Відзнака президента                             | Перемога  | [ 67 ] |
| 5-та Премія корейської популярної культури та мистецтва   | 2014 | Подяка Міністра культури, спорту і туризму      | Перемога  | [ 68 ] |
| Нагорода корейський волонтер                              | 2018 | Гуманітарні та волонтерські послуги             | Перемога  | [ 69 ] |
| Премія «Бренд року»                                       | 2020 | Нагорода «Багатоплановий чоловічий шоумен року» | Перемога  | [ 70 ] |
| Національна податкова служба                              | 2022 | Президентська подяка                            | Перемога  | [ 71 ] |

### Рейтингові списки
| Видавець | Рік  | Список                | Місце | Прим.  |
| -------- | ---- | --------------------- | ----- | ------ |
| Forbes   | 2010 | Korea Power Celebrity | 7-ме  | [ 72 ] |
| Forbes   | 2011 | Korea Power Celebrity | 4-те  | [ 73 ] |
| Forbes   | 2012 | Korea Power Celebrity | 6-те  | [ 74 ] |
| Forbes   | 2013 | Korea Power Celebrity | 11-те | [ 75 ] |
| Forbes   | 2014 | Korea Power Celebrity | 14-те | [ 76 ] |
| Forbes   | 2015 | Korea Power Celebrity | 6-те  | [ 77 ] |
| Forbes   | 2018 | Korea Power Celebrity | 33-тє | [ 78 ] |
| Forbes   | 2019 | Korea Power Celebrity | 25-те | [ 79 ] |
| Forbes   | 2020 | Korea Power Celebrity | 21-ше | [ 80 ] |
| Forbes   | 2021 | Korea Power Celebrity | 30-те | [ 81 ] |
| Forbes   | 2022 | Korea Power Celebrity | 6-те  | [ 82 ] |